# Tea Palić
Tea Palić (Zagreb, 29 april 1991) is een Kroatische voormalige alpineskiester. Ze nam eenmaal deel aan de Olympische Winterspelen, maar behaalde geen medaille.

## Carrière
Palić maakte haar wereldbekerdebuut in januari 2009 tijdens de slalom in Zagreb. Ze behaalde nooit punten in een wereldbekermanche.
In 2010 nam Palić een eerste maal deel aan de Olympische Winterspelen 2010. Ze eindigde op een 36e plaats op de reuzenslalom.

## Resultaten

### Wereldkampioenschappen
| Jaar | Plaats                 | Resultaten                   |
| ---- | ---------------------- | ---------------------------- |
| 2007 | Åre                    | DNS1 Reuzenslalom            |
| 2011 | Garmisch-Partenkirchen | 55e Reuzenslalom DNF1 Slalom |
| 2013 | Schladming             | DNF1 Reuzenslalom            |

### Olympische Spelen
| Jaar | Plaats    | Resultaten       |
| ---- | --------- | ---------------- |
| 2010 | Vancouver | 36e Reuzenslalom |